# 石野良純
石野良純（日语：／ Ishino Yoshizumi ?，1957年—），日本分子化學家，藥學博士，專長分子生物學、遺傳基因工程學、蛋白質工程學 、極限環境微生物学。現任九州大學大学院研究科・農學研究院教授。
石野團隊於1987年首先發現原核生物免疫系統的基因座－CRISPR系統。

## 簡歷
生於京都，長於大阪。1981年大阪大學藥學部畢業（B.S.），1983年取得碩士（M.S.），1986年取得藥學博士（大阪大學）。
1987年至1989年，在美國耶魯大學的Dieter Söll研究室擔任博士後研究員。
2002年擔任九州大學教授，2013年10月成為伊利諾大學厄巴納-香檳分校NASA天體生物學研究所成員。

## 榮譽
- 2013年 - 極限環境生物學會（日语：極限環境生物学会）Poster獎[6]
- 2017年 - 第1回日本醫療研究開發大賞 文部科學大臣賞
- 2018年 - 日本農藝化學會賞

## 外部連結
- （页面存档备份，存于） 九州大学-研究者情報 [石野 良純 (教授) 農学研究院 生命機能科学部門] （页面存档备份，存于）
- 蛋白質工学(石野)研究室